# العلاقات الإستونية القبرصية
العلاقات الإستونية القبرصية هي العلاقات الثنائية التي تجمع بين إستونيا وقبرص.

## مقارنة بين البلدين
هذه مقارنة عامة ومرجعية للدولتين:
| وجه المقارنة                                              | إستونيا                                                                             | قبرص                                                                 |
| --------------------------------------------------------- | ----------------------------------------------------------------------------------- | -------------------------------------------------------------------- |
| المساحة (كم2)                                             | 45.34 ألف                                                                           | 9.24 ألف                                                             |
| عدد السكان (نسمة)                                         | 1.32 مليون                                                                          | 1.14 مليون                                                           |
| الكثافة السكانية (ن./كم²)                                 | 29.11                                                                               | 123.38                                                               |
| العاصمة                                                   | تالين                                                                               | نيقوسيا                                                              |
| اللغة الرسمية                                             | اللغة الإستونية                                                                     | اليونانية الحديثة، اللغة التركية، لغة يونانية                        |
| العملة                                                    | يورو، كرون إستوني، كرون إستوني، المارك الإستوني                                     | يورو، جنيه قبرصي                                                     |
| الناتج المحلي الإجمالي (بليون دولار)                      | 25.92 مليار                                                                         | 21.65 مليار                                                          |
| الناتج المحلي الإجمالي (تعادل القوة الشرائية) بليون دولار | 38.11 مليار                                                                         | 26.73 مليار                                                          |
| الناتج المحلي الإجمالي الاسمي للفرد دولار أمريكي          | 17.79 ألف                                                                           | 23.24 ألف                                                            |
| الناتج المحلي الإجمالي للفرد دولار أمريكي                 | 28.14 ألف                                                                           | 30.24 ألف                                                            |
| مؤشر التنمية البشرية                                      | 0.871                                                                               | 0.850                                                                |
| رمز المكالمات الدولي                                      | +372                                                                                | +357                                                                 |
| رمز الإنترنت                                              | .ee                                                                                 | .cy                                                                  |
| المنطقة الزمنية                                           | ت ع م+02:00، ت ع م+03:00، توقيت شرق أوروبا، أوروبا/تالين ‏، توقيت شرق أوروبا الصيفي ‏ | ت ع م+02:00، ت ع م+03:00، توقيت شرق أوروبا، توقيت شرق أوروبا الصيفي ‏ |

## مدن متوأمة
في ما يلي قائمة باتفاقيات التوأمة بين مدن إستونية وقبرصية:
- ترتبط Türi Parish [الإنجليزية]‏ مع Agros, Cyprus [الإنجليزية]‏ باتفاقية توأمة.[17][18]

## منظمات دولية مشتركة
يشترك البلدان في عضوية مجموعة من المنظمات الدولية، منها:
| علم المنظمة | اسم المنظمة                               | تاريخ انضمام إستونيا | تاريخ انضمام قبرص |
| ----------- | ----------------------------------------- | -------------------- | ----------------- |
|             | المنظمة الأوروبية لسلامة الملاحة الجوية   | 2015                 | 1991              |
|             | المنظمة الهيدروغرافية الدولية             | ?                    | ?                 |
|             | منظمة الشرطة الجنائية الدولية             | ?                    | ?                 |
|             | الاتحاد البريدي العالمي                   | ?                    | ?                 |
|             | منظمة التجارة العالمية                    | ?                    | ?                 |
|             | الفريق المعني برصد الأرض                  | ?                    | ?                 |
|             | مجموعة الموردين النوويين                  | ?                    | ?                 |
|             | مؤسسة التنمية الدولية                     | 11 أكتوبر 2008       | 2 مارس 1962       |
|             | منظمة الأمن والتعاون في أوروبا            | 10 سبتمبر 1991       | 25 يونيو 1973     |
|             | مؤسسة التمويل الدولية                     | 9 أغسطس 1993         | 2 مارس 1962       |
|             | مجلس أوروبا                               | ?                    | ?                 |
|             | منظمة حظر الأسلحة الكيميائية              | ?                    | ?                 |
|             | الأمم المتحدة                             | 17 سبتمبر 1991       | 20 سبتمبر 1960    |
|             | الاتحاد الدولي للاتصالات                  | 19 مايو 1922         | 24 أبريل 1961     |
|             | الاتحاد الأوروبي                          | 1 مايو 2004          | 1 مايو 2004       |
|             | البنك الدولي للإنشاء والتعمير             | 23 يونيو 1992        | 21 ديسمبر 1961    |
|             | مجموعة أستراليا                           | 2004                 | 2000              |
|             | المركز الدولي لتسوية المنازعات الاستشارية | 23 يوليو 1992        | 25 ديسمبر 1966    |
|             | وكالة ضمان الاستثمار متعدد الأطراف        | 24 سبتمبر 1992       | 12 أبريل 1988     |
|             | يونسكو                                    | 14 أكتوبر 1991       | 6 فبراير 1961     |

## وصلات خارجية
- موقع وزارة الخارجية الإستونية
- موقع وزارة الخارجية القبرصية